# Vanna Paoli
Vanna Paoli (* 12. Juni 1948 in Borgo San Lorenzo) ist eine italienische Regisseurin und Drehbuchautorin.

## Leben
Paoli studierte ab 1971 auf der DAMS der Università degli studi di Bologna. Sie beschäftigte sich vornehmlich mit Fotografie und arbeitete dabei mit dem „Odin Teatret“ zusammen. 1978 diplomierte sie am Centro Sperimentale di Cinematografia, das sie anschließend besucht hatte, mit dem Kurzfilm L'origine della notte e della luna. Der folgende Kurzfilm beschäftigte sich mit pornografischen Comics. Weiteren Arbeiten auf dem Dokumentarsektor und für das Fernsehen sowie in verschiedensten Funktionen für Produktionen von Kollegen sowie Theaterregien für Belzebustric (1985), Stelle, stellacce, stelline… und Piccolo spettacolo di avanspettacolo folgten.
Mit Beginn der 1990er Jahre legte Paoli drei Spielfilmarbeiten vor, die als italienische Beiträge bei verschiedenen Festivals liefen, aber anschließend fast gar nicht mehr zu sehen waren; 1990 entstand Lungo il fiume mit Carmen Scarpitta in der Hauptrolle, im Jahr darauf der gänzlich unveröffentlichte Roma! Roma! Roma!. 1995 folgte schließlich La casa rosa, in dem Giulia Boschi und Stefano Davanzati zu sehen waren, der beim Filmfestival Venedig gezeigt wurde und in den USA ein veritabler Erfolg im Bezahlfernsehen wurde. Fast zehn Jahre später folgte ein viertes Werk, Detective per caso.
Seit 1998 lebt Paoli mit ihrem Mann, dem Autor Jay Pridmore, in den Vereinigten Staaten und hält auch Seminare an der University of Chicago.

## Filmografie (Auswahl)
Regie
- 1990: Lungo il fiume
- 1991: Roma! Roma! Roma! (unveröffentlicht)
- 1995: La casa rosa
- 2003: Detective per caso